# Lodovico Laffranchi
Lodovico Laffranchi, gelegentlich auch Ludovico, (* 1875; † 6. Juni 1952 in Mailand) war, nach Herbert Adolf Cahn, einer der bedeutendsten italienischen Numismatiker, die sich mit dem römischen Münzwesen auseinandergesetzt haben.

## Leben und Werk
Laffranchi, ein einfacher städtischer Angestellter, wurde durch seinen Onkel Pompeo Monti mit der Numismatik in Kontakt gebracht. 1927 wurde er zum Konservator ernannt, um die numismatische Sammlung des Castello Sforzesco zu verwalten. Bis dahin hatte es in Mailand keinerlei personelle Ausstattung für diese Aufgabe gegeben. Er nahm an einem Numismatikerkongress in Brüssel teil, wo er einen Vortrag über I diversi stili nella monetazione romana hielt.
Mit dem Rücktritt der Brüder Gnecchi im Vorstand der Rivista Italiana di Numismatica, wo Laffranchi bereits von 1913 bis 1917 als Redakteur mitgearbeitet hatte, erhielt er die Gelegenheit, die Fachzeitschrift zu leiten. Die ersten beiden Ausgaben unter seiner Leitung erschienen 1918. Im folgenden Jahr wagte er sich über das bisherige Programm der Zeitschrift hinaus, indem er einen münzgeschichtlichen Beitrag von Ugo Monneret de Villard zuließ, der eine Münzgeschichte bot. Sie trug den Titel Monetazione dell’Italia barbarica. Noch im selben Jahr erfolgte im zweiten Faszikel ein Beitrag von Aristide Calderini, der sich – zum ersten Mal in Italien – mit der ägyptischen Numismatik befasste. Damit war aus der Rivista als Fachblatt für Münzsammler ein international anerkanntes Organ der Numismatik geworden. Die Gründe, aus denen Laffranchi von der Herausgeberrolle zurückgetreten ist, sind weitgehend unbekannt. Er kooperierte weiterhin mit dem Fachblatt und publizierte darin eine Reihe von Beiträgen. Die Leitung übernahm das „Triumvirat“ Monneret de Villard, Gian Luigi Cornaggia und Pompeo Bonazzi. 
Mit der Machtübernahme durch die Faschisten endete 1924 die Zusammenarbeit mit der Rivista Italiana di Numismatica, und erst 1940 erschien wieder ein Artikel in diesem Blatt, mit dessen Politik sich Laffranchi ebenso wenig anfreunden konnte, wie mit dem Regime. Offenbar verhinderte diese Gegnerschaft – Laffranchi lehnte es ab, der Partei beizutreten –, dass er seinen Leistungen entsprechende Positionen im akademischen Geflecht erhielt. Stattdessen setzte er seine Arbeit in Form zahlreicher Artikel fort. So schrieb er im Bollettino del Circolo Numismatico di Napoli, in den Rendiconti della Pontificia Accademia di Archeologia, in der Schweizer Numismatischen Zeitschrift, aber auch in Numizmatikai Közlöny, The Numismatic Chronicle, in Historia, in der Rassegna Numismatica, in Aquileia Nostra, Numismatica e Scienze Affini, in Aegyptus sowie in den Atti e Memorie dell’Istituto Italiano di Numismatica. Am 1. Juli 1934 ging er in den Ruhestand. 1936 wurde er Consulente des Gabinetto Numismatico und im Dezember 1939 erhielt er dafür vom Podestà die „Medaglia di Benemerenza“. 1941 trat er wieder in den Consiglio direttivo der Rivista Italiana di Numismatica ein, trat dann jedoch wieder aus, um 1950 erneut einzutreten. 
Laffranchi starb, weitgehend vergessen, 1952 in Mailand. Von der Royal Numismatic Society erhielt er 1952 die Goldene Medaille.

## Publikationen (Auswahl)
- mit Pompeo Monti: I due Massimiani Erculeo e Galerio nella monetazione del bronzo, in: Bollettino di Numismatica (1903) 8–12 (Digitalisat), (1904) 113–115 (Digitalisat).
- mit Pompeo Monti: Tarraco o Ticinum ? in: Bollettino di Numismatica, ns. 3–4 (1903) 35–40 (Digitalisat).
- La cronologia delle monete die Adriano, in: Rivista italiana di numismatica 19 (1906) 329–374 (Digitalisat)
- La monetazione di Augusto, in: Rivista italiana di numismatica 25 (1912) 147–170 (Teil 1)
  - 26 (1913) 303–323 (Teil 2)
  - 27 (1914) 308–328 (Teil 3)
  - 29 (1916) 209–222 (Teil 4) und 283–298 (Teil 5)
  - 31 (1918) 169–188 (Teil 7)
- Sulla numismatica dei Flavii, in: Rivista italiana di numismatica 28 (1915) 139–154 (Digitalisat)
- Il fascio littorio sulle monete antiche, a proposito di monete moderne, in: Rivista Italiana di Numismatica e Scienze Affini 26 (1923) 5–20.
- Commento numismatico alla storia dell’imperatore Magnenzio e del suo tempo, in: Atti e memorie dell’istituto italiano di numismatica 6 (1930) 134–205.